# Uncinus (geslacht)
Uncinus is een geslacht van vlinders van de familie snuitmotten (Pyralidae), uit de onderfamilie Phycitinae.

## Soorten
- U. discostriella Amsel, 1961
- U. gulbaharensis Amsel, 1970
- U. hypogryphellus Amsel, 1951
- U. taftanella Amsel, 1961